# NGC 5619B
NGC 5619B is een spiraalvormig sterrenstelsel in het sterrenbeeld Maagd. Het hemelobject werd op 10 april 1828 ontdekt door de Britse astronoom John Herschel.

## Synoniemen
- IC 1016
- IC 4424
- MCG 1-37-14
- PGC 51624
- ZWG 47.48